# 聖天空戰記
《聖天空戰記》（日语：天空のエスカフローネ）是1996年4月2日至9月24日於東京電視台播放、日昇動畫原創製作的電視動畫，全26話。結合奇幻、命運、科學、戀愛等主題，錯綜複雜的故事展開，菅野洋子、溝口肇所製作的音樂等充滿吸引觀眾的要素。雖然在人氣、知名度上不及引起社會現象的《新世紀福音戰士》，但是深受影迷愛載。此外也是自1993年的《疾風戰士》以來，最後一部週二18:00－18:30播出的電視動畫。

## 登場角色

### 地球
神崎瞳（聲：坂本真綾／幼年時期：間宮くるみ、陳琴雲（香港））
本作主角。
田徑社所屬的高中生，也是所有運動大會裡唯一常被指派的一年級田徑選手。當聽到自己暗戀的學長進將要離開日本去留學的消息後，就經常毫不猶豫地說出「如果我能打破學長的100公尺13秒的紀錄，那就拜託你接受我的初吻！」等等帶有情緒性的台詞。基本上個性外向但略帶些內向，有只要專注在某一件事上就目無旁人的性格。
特技是塔羅牌占卜與占星術。能看見一般人身邊看不到的敵人與未來的影像（並非本人故意如此）。
經常在身上配戴的項鍊為祖母留下來的遺物。心底謹記著祖母所說「相信重要的人，只要相信想法就一定能傳達。」的話，家裡面除了雙親外還有一名弟弟。
天野進（聲：三木真一郎、伍博民（香港））
神崎瞳暗戀的田徑部學長，由於要到國外留學即將離開日本。
但當得知瞳將要被轉移到蓋亞的消息之時，就感受到自己所身負的立場與責任便決定繼續留在日本。
內田由加里（聲：飯塚雅弓、黃鳳兒（香港））
神崎瞳的好友，也是田徑部的經理，在瞳和梵一起前往蓋亞後，便和進一起向瞳的母親報告一切所知的經過。
其實喜歡天野進，但顧慮好友瞳便一直不表明心意，結局時向進告白，兩人成功交往。

### 蓋亞

#### 法尼利亞王國
梵·法尼爾（聲：關智一／兒童時期：龜井芳子）
法尼利亞王國新王。
較沉默寡言又容易衝動行事，為自己未來統治王國的問題與使命感到煩惱，本質上有著對人善良、但稍帶些冒失的性格。
一旦瞳陷入危險，往往是第一個前去救援的人，數次因瞳的預言而保住性命
繼承了法尼利亞王國代代相傳的艾斯嘉科尼，也因為如此，法尼利亞王國被寨巴哈帝國盯上，在繼承王位當日被寨巴哈帝國襲擊，形同滅國，和瞳兩人僥倖逃出
法尼利亞王國滅國後便一直懷抱著仇恨的心情，常以超出自己能負荷的能力駕駛艾斯嘉科尼，身體每下愈況，在一次和迪蘭度及其龍擊隊的交戰中暴走，消滅了除迪蘭度以外的所有龍擊隊成員，自己卻和艾斯嘉科尼同化，最終靠瞳進入其心靈世界拯救方得救
童年時期便依賴母親和哥哥弗肯，但後來弗肯的叛變和母親的失蹤給他的心靈帶來了極大的創傷
因為母親為翼人，自己同樣也有翼人特徵，即使貴為王族也同樣遭人非議
TV版和電影版最後皆和瞳互相表白心意，然後送其返回地球
官方小說結局則和瞳一起待在蓋亞
梅露露（聲：大谷育江、黃鳳兒（香港））
暗戀梵的小貓女，看神崎瞳不順眼，常常找她麻煩，但其實是很好的朋友。
巴爾卡斯·卡涅夏（聲：玄田哲章）
蓋亞三劍豪之一，是梵以及亞連的劍術師父。

#### 阿斯多利亞王國
亞連·歇薩爾（聲：三木真一郎）
迦迪斯（聲：大川透）
亞連的副官。
歐魯特（聲：檜山修之）
亞連的部下之一，擅用飛刀。
里殿（聲：上田祐司）
亞連的部下之一。
地鼠男（聲：茶風林）
原為一擅挖地道的竊賊，後來成為神崎瞳等人的夥伴。

#### 寨巴哈帝國
迪蘭度·阿爾帕塔伍（聲：高山南、黃鳳兒（香港））
寨巴哈帝國龍擊隊隊長。
弗肯・法尼爾（聲：中田讓治）
迪蘭度的軍師。
歇士達（聲：山口勝平）
龍擊隊隊員之一。

## 主題曲
片頭曲
- （不需要約定）

作詞：岩里祐穗、作曲・編曲、菅野洋子、歌：坂本真綾
片尾曲
- 「MYSTIC EYES」

作詞・作曲：和田弘樹、編曲：和田弘樹・本間昭光、歌：和田弘樹
劇場版主題曲
- 「指輪」

作詞：岩里祐穗、作曲・編曲：菅野洋子、歌：坂本真綾

## 外部連結
- 天空のエスカフローネ（日語）
- 天空のエスカフローネ - BS11（日語）
- BANDAICHANNEL/バンダイチャンネル （页面存档备份，存于）（日語）
  - 天空のエスカフローネ （页面存档备份，存于）（日語）
  - エスカフローネ Escaflowne The Movie （页面存档备份，存于）（日語）
- CR天空のエスカフローネ （页面存档备份，存于）（エース電研）（日語）